# وانگ فیلم
وانگ فیلم (انگلیسی: Wang Film) شرکت رسانه‌ای و فیلم‌سازی تایوانی است، که در سال ۱۹۷۸ تأسیس شد.